# François-Désiré Drure
François Désiré Drure (François Désiré Jean Drure), né le 28 janvier 1859 à Digoin (Saône-et-Loire) et mort le 29 mai 1917 à Verneix (Allier) est un archevêque de Bagdad, délégué apostolique de Mésopotamie, du Kurdistan et d'Arménie.

## Biographie
Son père est Pierre Drure, serrurier-marchand, à Digoin et sa mère Marie Crouzier. Son père décède le 30 avril 1872 alors que François a 13 ans. Sa mère est morte le 4 décembre 1895.
François a une sœur aîné, née en 1855. Elle épouse Charles Vinchon en 1876. Ce dernier reprend l'affaire de serrurerie qui devient la quincaillerie Vinchon-Drure.
À Digoin, François va à l'école des sœurs de Nevers, puis à celle des frères maristes. Il poursuit ensuite ses études au séminaire de Semur-en-Brionnais, puis au grand séminaire d'Autun. En 1881, il suit également les cours à la faculté catholique de Lyon. Il est ordonné prêtre le 25 mars 1883 à Autun. Il obtient, le 3 juillet 1884, une licence de mathématiques. Le 15 octobre 1884, il est professeur à l'école cléricale de Rimont, sur la commune de Fley (Saône-et-Loire). Lorsqu'il quitte cette fonction, il devient novice aux Carmes Déchaux de Montpellier.
Novice, il prend le nom de Père Jean de la Sainte Famille. Il prononce ses vœux au couvent de Montpellier en 1892. Il passe alors six années de vie religieuse. En 1898, il est nommé sous-prieur du couvent, chargé de direction spirituelle des étudiants. Il n'exerce que très peu de temps cette direction car le père général de l'Ordre le désigne pour aller renforcer la mission de Bagdad.
Il arrive à Bagdad le 10 mars 1899. Il étudie la langue et la parle couramment. Il traduit l'alphabet Braille en arabe.

## Archevêque et délégué apostolique
Afin de remplacer Mgr Altmayer, démissionnaire, le pape Léon XIII veut honorer l'Ordre des Carmes Déchaussés en lui proposant le poste. C'est le père Jean de la Sainte Famille qui est choisi et devient Monseigneur Drure. Il est consacré à Rome le 16 novembre 1902. Il prend ses fonctions en février 1903.

### Délégué apostolique
En 1904, Mgr Drure est nommé délégué apostolique de Mésopotamie, du Kursistan et d'Arménie. Le siège de la légation est à Mossoul. L'arrivée de Mgr Drure à Mossoul est rapportée avec chaleur dans le "Bulletin hebdomadaire des missions catholiques" : "Son excellence se dirigea vers le palais de la délégation et, après s'y être reposée, alla donner la bénédiction du Saint-Sacrement... Après la bénédiction Monseigneur parla en arabe au peuple, pendant une dizaine de minutes. L'auditoire fut charmé.... Notre délégué a fait grande impression sur tout le monde. Sa prestance majestueuse, son visage radieux entouré d'une barbe vénérable, son regard serein, son sourire affable, son air à la fois bon et énergique, ont laissé dans l'admiration tous les Mossouliotes. »
La mission est difficile : les communautés chrétiennes sont isolées dans un monde islamique et, de plus, elles sont très diverses par leurs cultures et leurs traditions religieuses (rite arménien, rite syriaque, rite chaldaïque..). Mgr Drure passe beaucoup de temps en voyages, il rencontre des fidèles, le clergé, des moines, des autorités... Exemple de conclusions d'une visite au Kurdistan : « l'impression générale qui se dégage pour les visiteurs se résume en la pauvreté des chrétiens du Kurdistan et leur grand isolement. Il faut aider les chrétiens des divers rites à s'unir et demander pour eux prières et aumônes aux chrétiens de France. ».
L'activité des missionnaires dominicains à Mossoul, lorsque Mgr Drure y est présent, est décrite dans le bulletin de la "Réforme sociale", elle est essentiellement tournée vers l'éducation et la santé. Les actions s'adressent aux filles et femmes ainsi qu'aux garçons et hommes

### Les relations avec l'État français et la métropole

#### Proximité et complémentarité
Pour l'État français, la présence de religieux français favorise la place de la France dans ces pays. L'article du journal "l'Univers" illustre ce fait en rendant compte des fêtes célébrées à Mossoul pour le jubilé du pape : « le consul français assistait à la messe en grand uniforme et a reçu les marques d'honneur ordinaires. Au banquet qui a suivi, offert par le délégué apostolique, Mgr Drure, archevêque de Bagdad, le consul français, répondant aux paroles qui lui étaient adressées, a déclaré que son gouvernement avait la volonté bien nette de conserver intact le protectorat français ». Les documents diplomatiques publiés confirment l'importance pour le ministère des affaires étrangères de la présence des missions.

#### Le débat sur les conséquences de la loi de 1905 sur la séparation de l'église et de l'État
Si la loi de 1905 est rapidement appliquée en France il n'en est pas de même à l'étranger. Ce décalage peut entraîner des polémiques, dont on trouve des éléments dans les courriers de Mgr Drure et dans les articles de presse qui y font référence. La Croix a ouvert une enquête sur les conséquences de notre politique anticléricale en Orient. Elle publie une lettre de Mgr Drure, archevêque de Bagdad, qui commence ainsi «  les conséquences ne sont pas encore très visibles, et, à première vue, on pourrait même dire qu'il n'y a rien de changé. Les religieux qui étaient ici avant l'expulsion y sont encore. Du côté du gouvernement français, rien de changé en apparence. La France donnait des subventions aux missions et aux écoles. Elle les maintient... ". Le journal "La Lanterne" réagit vivement "ainsi, alors que la France supprime chez elle l'enseignement congréganiste, elle continue de l'encourager et de le subventionner en Orient. Elle donne toute facilité à la peste noire qu'elle chasse de chez elle, d'aller contaminer les Levantins."

### Les dernières années
En 1913, Mgr Drure a un malaise. En 1914, il vient en France où il est encore lors de la déclaration de guerre. La Turquie, dont relèvent les territoires de sa mission est en guerre alliée de l'Allemagne. Il ne peut retourner à Bagdad, ce qu'il ne pourra faire au cours des années suivantes malgré plusieurs tentatives. Mgr Drure est au château de Fragne à Verneix, près de Montluçon, lorsqu'il meurt, le 28 mai 1917, d'une attaque foudroyante. Ses obsèques ont lieu à Digoin, présidées par Mgr Berthoin, évêque d'Autun.